# Deutsche Arbeitsgemeinschaft Selbsthilfegruppen
Die Deutsche Arbeitsgemeinschaft Selbsthilfegruppen (DAG SHG) e.V. ist eine bundesweit tätige Organisation zur Unterstützung von Selbsthilfegruppen in Deutschland. Als Arbeitsgemeinschaft besteht die DAG SHG seit 1975. Seit 1982 ist sie als gemeinnütziger Verein anerkannt und eingetragen.

## Aufgaben
Die DAG SHG beschreibt ihre Aufgaben folgendermaßen:
- Information der  Öffentlichkeit über die Aktivitäten der Selbsthilfegruppenarbeit im Sozial- und Gesundheitsbereich;
- Vertretung der Anliegen der Selbsthilfe in Einrichtungen des Sozial- und Gesundheitswesens sowie bei den Angehörigen von Gesundheits- und Sozialberufen
- Erleichterung des Zugangs zu Selbsthilfegruppen,
- Bereitstellung von Arbeitshilfen für die Gruppenarbeit bereitzustellen.
- Engagement zugunsten der sozial- und gesundheitspolitischen Unterstützung und Förderung von Selbsthilfegruppen.

## Einrichtungen der DAG SHG
Die DAG SHG ist Träger von fünf Einrichtungen, die auf Bundes- und Landesebene als Vernetzungsstellen der Selbsthilfeunterstützung aktiv sind:
- NAKOS Nationale Kontakt- und Informationsstelle für Selbsthilfe
- Netzwerk Selbsthilfefreundlichkeit und Patientenorientierung im Gesundheitswesen
- KOSKON NRW. Koordination für die Selbsthilfe-Unterstützung in Nordrhein-Westfalen[4]
- Selbsthilfe-Büro Niedersachsen[5]
- Kontaktstelle für Selbsthilfegruppe Gießen[6]

## Selbsthilfeunterstützung
Die DAG SHG hat das System der Unterstützung von Selbsthilfe durch Kontaktstellen für Selbsthilfe vor Ort entwickelt und Qualitätsstandards für diese Einrichtungen definiert.
In den 1980 und 1990er Jahren war sie im Rahmen von Modellprogramme zur Förderung von Selbsthilfekontaktstellen aktiv. In diesem Zusammenhang stieg die Zahl der Selbsthilfekontaktstellen im Bundesgebiet auf über 200. Heute existieren über 300 Einrichtungen der professionellen Selbsthilfeunterstützung, die Unterstützungsangebote für Selbsthilfe an etwa 330 Orten erbringen (Stichtag: 3. November 2023).

## Stellungnahmen und Publikationen
Der Verein veröffentlicht Stellungnahmen und andere Publikationen zu fachlichen und politischen Themen, insbesondere auch die Dokumentationen der Jahrestagungen.

## Veranstaltungen
Die DAG SHG fördert den Austausch zu Fragen der Selbsthilfe durch Workshops und Fachtagungen, insbesondere durch ihre Jahrestagung.

## Mitarbeit in Fachgremien
Die DAG SHG beteiligt sich an einer Vielzahl von Fachgremien und Arbeitsgruppen. Auf Bundesebene ist die DAG SHG unter anderem aktiv in folgenden Projekten und Organisationen (Stand Oktober 2024):
- Bundesnetzwerk Bürgerschaftliches Engagement (BBE)[12]
- Beirat Selbsthilfeförderung des GKV-Spitzenverbandes
- Beirat für den Sozialmedizinischen Dienst der Deutschen Rentenversicherung Knappschaft-Bahn-See
- Bundesvereinigung Prävention und Gesundheitsförderung
- Fachgruppe „Förderung der Selbsthilfe'“ der Bundesarbeitsgemeinschaft für Rehabilitation
- Gemeinsamer Bundesausschuss
- Koordinierungsstelle für Hospiz- und Palliativversorgung in Deutschland[13]
- Leitlinien-Kommissionen medizinischer Fachgesellschaften[14]

## Mitgliedschaft in anderen Organisationen
Die DAG SHG ist Mitglied in folgenden Organisationen:
- Bundesvereinigung Prävention und Gesundheitsförderung e.V. (BVPG)
- Deutscher Paritätischer Wohlfahrtsverband, Gesamtverband e.V.
- gesundheitsziele.de – Forum Gesundheitsziele Deutschland der Gesellschaft für Versicherungswissenschaft und -gestaltung GVG[16]
- Kooperationsverbund Gesundheitliche Chancengleichheit